# Куракін Олександр Борисович (1697)
Князь Олександр Борисович Куракін (31 липня (10 серпня) 1697 року — 2 (13) жовтня 1749 року) — державний діяч і дипломат з роду Куракіних: дійсний таємний радник, обершталмейстер (1736), сенатор.

## Біографія
Із княжого роду, Гедимінович. Народився в сім'ї князя Бориса Івановича (1676—1727) та його першої дружини Ксенії Федорівни, до шлюбу Лопухіної (1677—1698). По лінії матері припадав двоюрідним братом царевичу Олексію Петровичу. У малолітньому віці втратив матір. З дитячих років супроводжував свого батька у закордонних поїздках, де здобув освіту та вивчив кілька європейських мов. У 1722 отримав чин камер-юнкера і був призначений радником посольства в Гаазі. Проте вже у травні 1722 р. відправлений до французького двору, де діяв спільно зі своїм батьком, який супроводжував його як приватну особу. Куракіним вдалося домогтися сприяння Франції у збереженні миру з Османської імперією під час перського походу. У 1724 році Б. І. Куракін призначений надзвичайним і повноважним послом у Франції, О. Б. Куракін призначений представником при французькому дворі з пожалуванням чину камергера (15.5.1724). Перед дипломатами було поставлено завдання домогтися згоди на шлюб царівни Єлизавети з королем Людовиком. Однак цей проект не вдався. Виявляв заступництво В. К. Тредіаковському, що вчився за кордоном, який присвятив йому свій переклад поеми «Їзда на острів Любові». Після смерті батька в 1727 призначений послом в Парижі. Ернст Мініх у своїх «Записках» писав:
В Париже застали мы князя Александра Борисовича Куракина, который по смерти отца своего оставлен во Франции для дел, до России касающихся, и ожидал токмо приезда графа Головкина, дабы самому отправиться в Москву.
Повернувшись до Росії, посів високе становище при дворі, будучи двоюрідним дядьком імператора Петра II. Взяв участь в інтригах, які сприяли падінню Меншикова.
Під час царювання Анни Іоанівни став прихильником її фаворита Бірона, підтримуючи у боротьбі з Волинським. У 1736 призначений завідувачем Палацової стайневої канцелярії. У цьому ж році був включений до складу Генерального суду над князем Д. М. Голіциним. У 1739 році був призначений послом до Берліна, проте посаду не прийняв.
У 1730-ті роки на виконання волі батька і на залишений ним для цієї мети капітал влаштував за Червоною брамою «шпиталь» для збіднілих офіцерів із церквою Миколи Чудотворця. Пізніше цей заклад став називатися Куракінська богадільня.

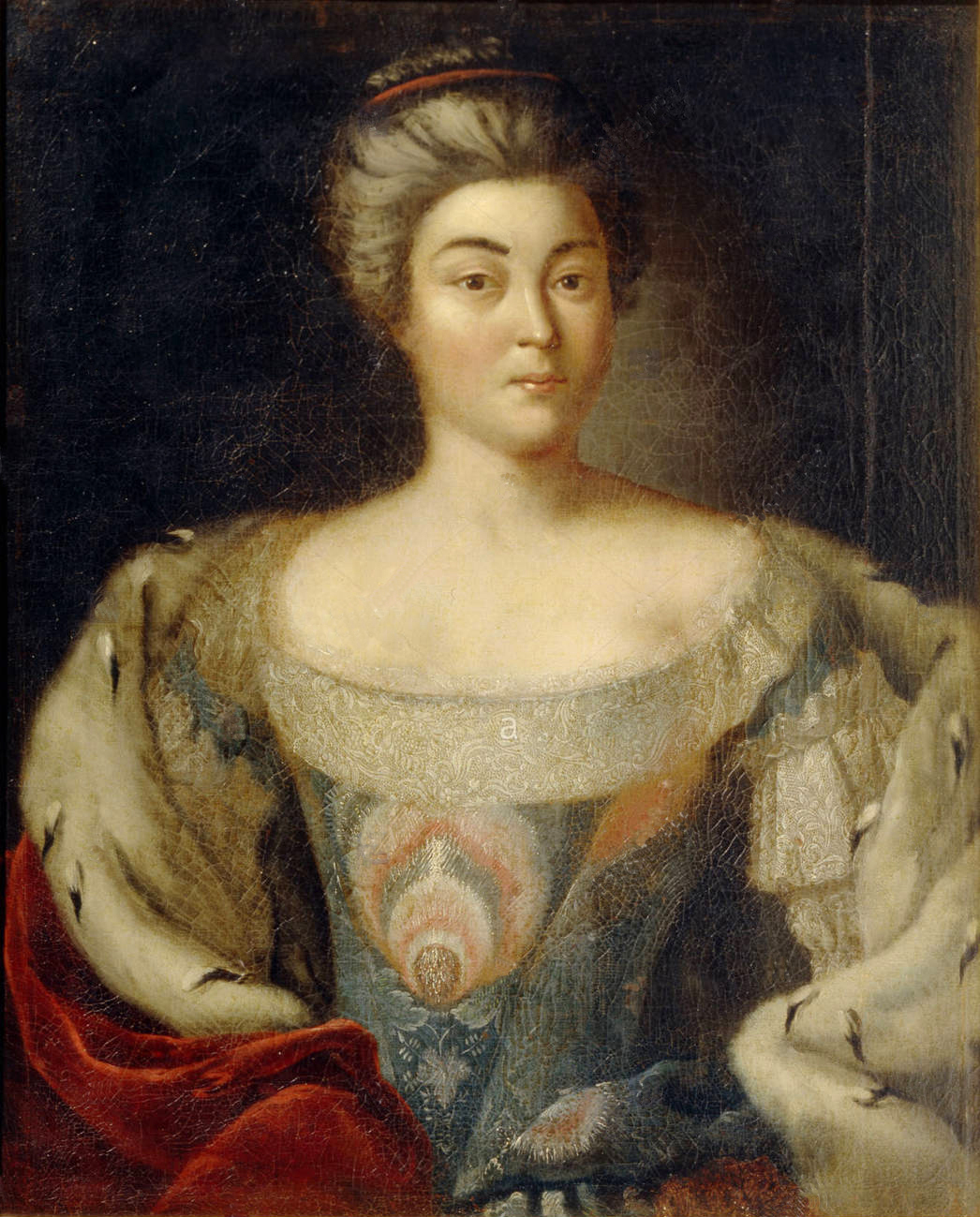
Олександра Іванівна, дружина

Куракін під час складання заповіту імператрицею Анною Іоанівною першим висунув кандидатуру Е. Бірона як регента при малолітньому імператорі Іоанні Антоновичу. При правительці Ганні Леопольдівні отримав Орден Святого Андрія Первозванного, пізніше на якийсь час потрапив в опалу, але указом від 24 квітня 1741 р. був прощений. Із 12 грудня 1741 — сенатор.

## Шлюб та діти
Князь Олександр Борисович Куракін одружився 26 квітня 1730 року з Олександрою Іванівною Паніною (1711—1786), як стверджувалася в дореволюційних публікаціях — внучатою племінницею найсвітлішого князя Меншикова. Її рідна сестра була одружена з іншим дипломатом петровського часу, Іваном Неплюєвим. У шлюбі народилися:
- Анна Олександрівна (1731—1749)
- Тетяна Олександрівна (1732—1754), була першою дружиною О. Ю. Неледінського-Мелецького (1729—1804).
- Борис (Леонтій) Олександрович (1733—1764), сенатор, президент колегії Економії та Камер-колегії; одружений з Оленою Степанівною Апраксіною (1735—1769).
- Аграфена Олександрівна (1734—1791), неодружена, з 9 грудня 1749 року фрейліна імператриці Єлизавети Петрівни, а за правління Катерини II вважалася «у відпустці». Була похована в Новоспаському монастирі в усипальниці Романових[4].
- Катерина Олександрівна (1735—1802), одружена з князем І. І. Лобановим-Ростовським.
- Олександра Олександрівна (1736—1739)
- Наталія Олександрівна (1737—1798), статс-дама, дружина фельдмаршала князя М.В. Рєпніна.
- Анастасія Олександрівна (пом.1739, на третьому місяці)
- Параска Олександрівна (1741—1755)

Портрети дітей
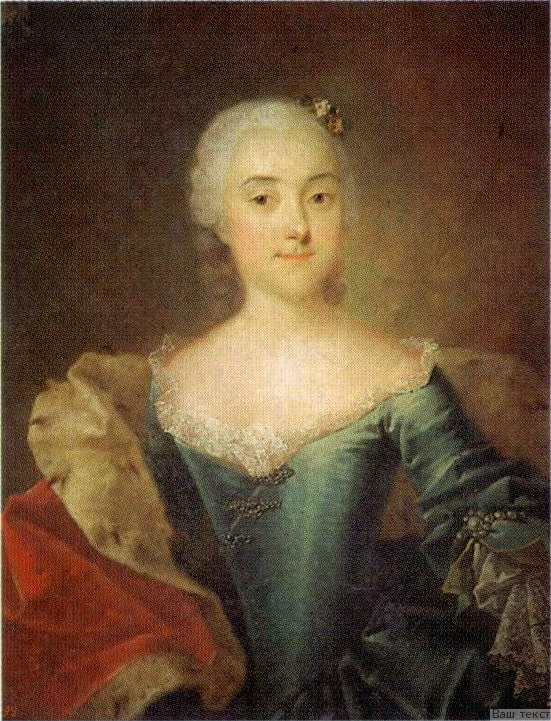
Ганна
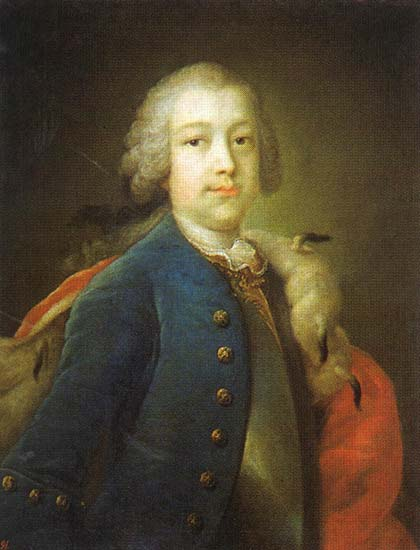
Борис
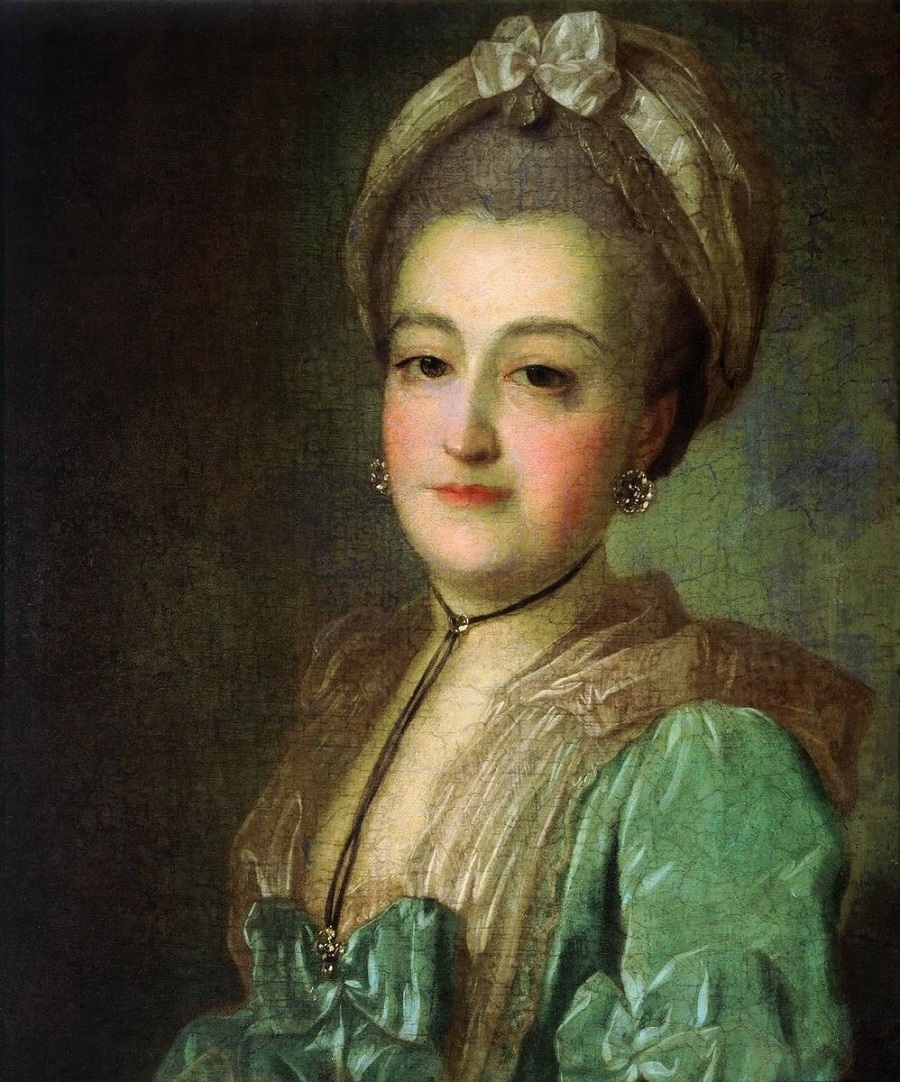
Аграфена
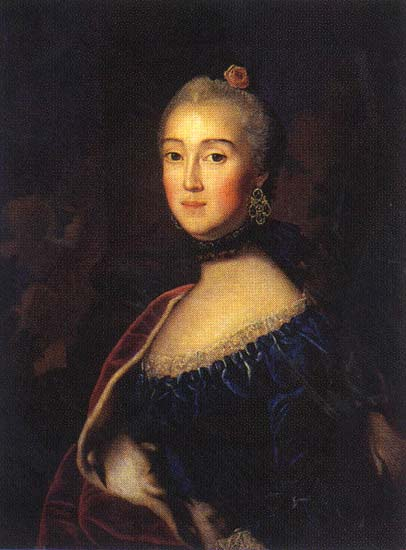
Катерина
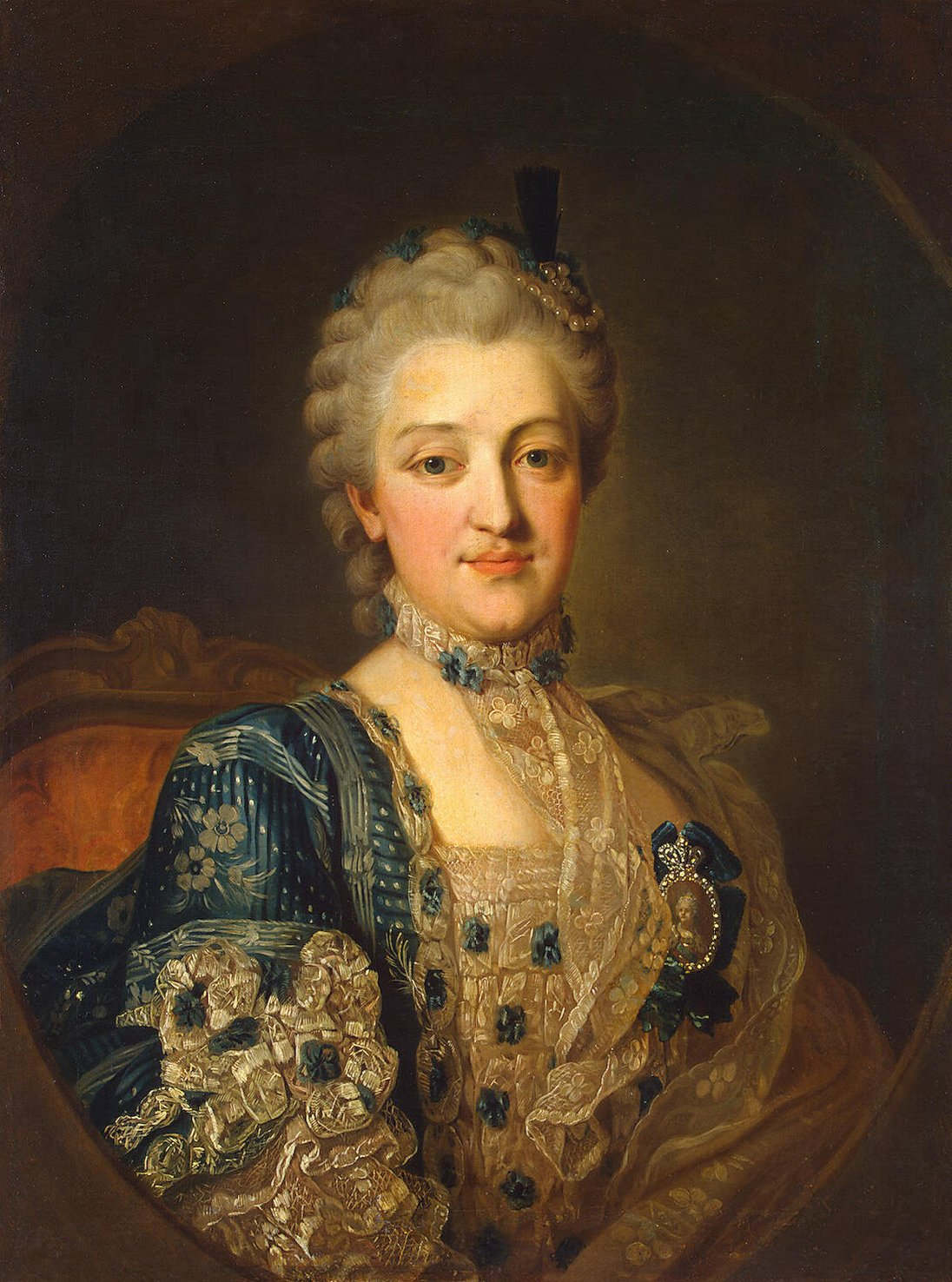
Наталя

## Нагороди
- Орден Святого Олександра Невського (28.06.1730)[5]
- Орден Святого апостола Андрія Первозванного

## Посольська дача
Дачі («Приморські двори») князя О. Б. Куракіна та її сестри княгині Т. Б. Голіцина Петергофською дорогою в Лігово розташовувалися по сусідству.
Дача Куракіна мала неофіційну назву «Посольська дача». В Урицьку був відомий великий став, що залишився від «Посольської дачі», у якому полюбляли купатися місцеві жителі. Нині на місці дачі проходить вулиця Партизана Германа, поряд із будинком Красносільської адміністрації.
Дача фельдмаршальші Голіцина була розташована на схід, пізніше була відома як «дача Дернова», а за радянських часів стала Урицькою лікарнею. Після війни тут збудували Міську лікарню № 15 та Авангардну вулицю.